# Anthenoides epixanthus
Anthenoides epixanthus är en sjöstjärneart som först beskrevs av Fisher 1906.  Anthenoides epixanthus ingår i släktet Anthenoides och familjen ledsjöstjärnor. Inga underarter finns listade i Catalogue of Life.